# Mistrzostwa Polski w Biathlonie 1996
30. Mistrzostwa Polski w biathlonie odbyły się w 1996 w Dusznikach-Zdroju. Rozegrano osiem konkurencji: cztery konkurencje męskie: bieg indywidualny na dystansie 20 kilometrów, bieg sprinterski na dystansie 10 kilometrów, sztafetę 4 x 7,5 kilometrów i bieg drużynowy oraz cztery konkurencje kobiece: bieg indywidualny na dystansie 15 kilometrów, bieg sprinterski na dystansie 7,5 kilometrów, sztafetę 3 x 7,5 kilometrów i bieg drużynowy. 

## Terminarz i medaliści
| Data | Konkurencja                | Złoto                                                                         | Srebro                                                                        | Brąz                                                                           |
| 1996 | Bieg indywidualny mężczyzn | Wiesław Ziemianin Legia Zakopane                                              | Tomasz Sikora Dynamit Chorzów                                                 | Sławomir Foryś Biathlon Wałbrzych                                              |
| 1996 | Bieg sprinterski mężczyzn  | Tomasz Sikora Dynamit Chorzów                                                 | Wiesław Ziemianin Legia Zakopane                                              | Kazimierz Urbaniak Biathlon Wałbrzych                                          |
| 1996 | Bieg sztafetowy mężczyzn   | Legia Zakopane Wiesław Ziemianin Robert Bugara Krzysztof Topór Jan Ziemianin  | Biathlon Wałbrzych Sławomir Foryś Kazimierz Urbaniak Jacek Magiera Jan Wojtas | Legia II Zakopane Paweł Białoń Henryk Zięba Stanisław Obrochta Grzegorz Grzywa |
| 1996 | Bieg drużynowy mężczyzn    | Biathlon Wałbrzych Sławomir Foryś Kazimierz Urbaniak Jacek Magiera Jan Wojtas | Legia Zakopane Jan Ziemianin Wiesław Ziemianin Krzysztof Topór Wojciech Kozub | Legia II Zakopane Robert Bugara Henryk Zięba Paweł Białoń Grzegorz Grzywa      |
| 1996 | Bieg indywidualny kobiet   | Anna Stera MKS Duszniki-Zdrój                                                 | Iwona Grzywa Legia Zakopane                                                   | Agata Suszka Dynamit Chorzów                                                   |
| 1996 | Bieg sprinterski kobiet    | Anna Stera MKS Duszniki-Zdrój                                                 | Agata Suszka Dynamit Chorzów                                                  | Iwona Daniluk MKS Karkonosze Jelenia Góra                                      |
| 1996 | Bieg sztafetowy kobiet     | MKS Karkonosze Jelenia Góra Joanna Chwal Iwona Daniluk Izabela Daniło         | MKS Duszniki-Zdrój Katarzyna Kurpias Daria Ostrowska Anna Stera               | Legia Zakopane Iwona Grzywa Dorota Chudzik Maria Sieczka                       |
| 1996 | Bieg drużynowy kobiet      | MKS Karkonosze Jelenia Góra Joanna Chwal Iwona Daniluk Izabela Daniło         | Legia Zakopane Magdalena Grzywa Iwona Grzywa Halina Pitoń                     | MKS Duszniki-Zdrój Joanna Piątek Daria Ostrowska Anna Stera                    |